# Uzun Hasan

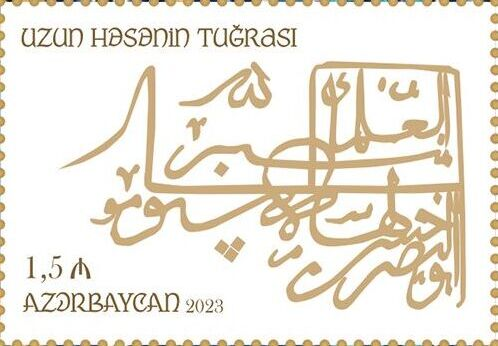
Das Tughra des Uzun Hasans auf einer aserbaidschanischen Briefmarke.

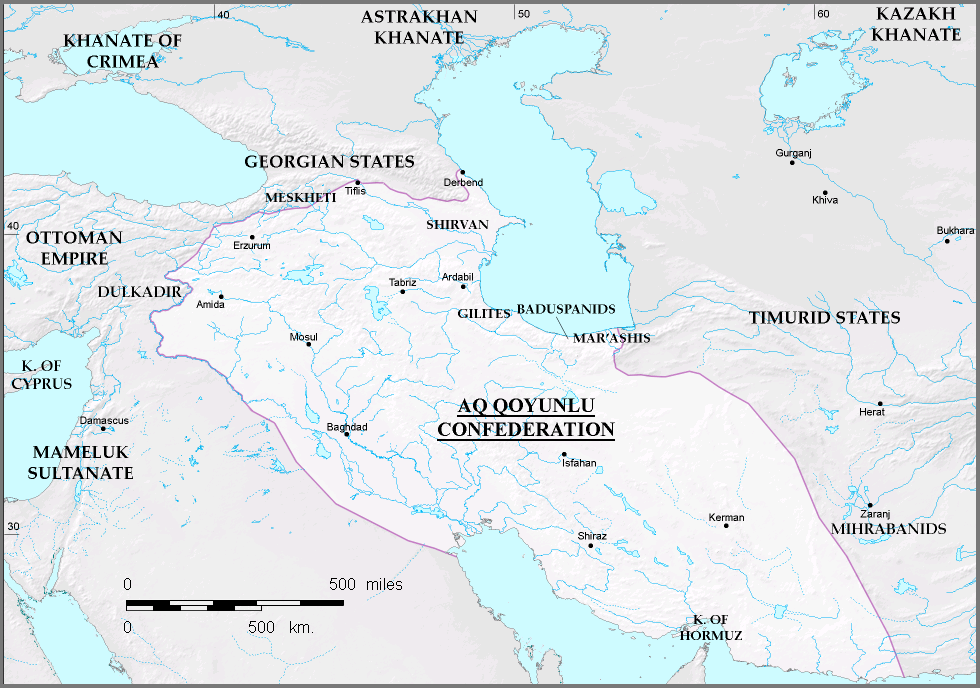
Das Reich der Aq Qoyunlu unter Uzun Hasan.

Uzun Hasan (اوزون حسن ‚Langer Hasan‘; * Februar oder März 1425 in Diyarbakır; † 6. Januar 1478 in Täbris) war ein Herrscher der turkmenischen Aq Qoyunlu (dt. jene mit den Weißen Hammeln). Seine Regentschaft dauerte von 1453 bis 1478. In Uzun Hasans Zeit erwuchs aus dem kleinen Fürstentum in Ostanatolien ein multiethnisches Großreich, das sich über West-Iran, Irak und Ost-Anatolien erstreckte.

## Die Herrschaft der Aq Qoyunlu
Sein Großvater Qara Yoluq Osman Bey, ein Sohn der Prinzessin Maria von Trapezunt, wurde nach erfolgreicher Teilnahme an der Schlacht bei Ankara 1402 gegen die Osmanen von Timur als Verwalter in Diyarbakır eingesetzt. Von dort kontrollierte er die Städte Erzincan, Mardin, Urfa und Sivas. Qara Yoluq konnte seine Herrschaft über diese Gebiete eine Zeit lang gegen andere rivalisierende Stämme und Fürstentümer durchsetzen. Im Kampf gegen Iskandar von den Qara Qoyunlu unterlag er jedoch und starb 1435 im Alter von 80 Jahren bei Erzurum an seinen Wunden. Mit Qara Yoluqs Tod trat eine Phase innerer Wirren bei den Aq Qoyunlu ein (die auch das Territorium schrumpfen ließen), die erst mit Uzun Hasans Thronbesteigung 1453 ein Ende fanden.
Bereits vor Aufstieg der Aq Qoyunlu vom Stammesverband zum Herzogtum hatten die benachbarten Qara Qoyunlu in Aserbaidschan ein beachtliches Großreich geschaffen. Unter der Herrschaft von Dschahan Schah reichte der Einfluss der Qara Qoyunlu bis zum Golf von Kuwait im Süden und Teheran im Osten. Von den Osmanen abgesehen waren die Qara Qoyunlu daher im Visier Uzun Hasans, der sie nicht notwendigerweise als "Erbfeinde", wie durch die Namensgebung beider Staaten suggeriert, jedoch als Rivalen um die Vorherrschaft in der Region sah. Nachdem die Qara Qoyunlu unter Iskander erfolgreich Qara Yoluq Osman Bey aufhalten und auf dem Feld töten konnten, griff nun dessen Enkel Uzun Hasan erneut zu den Waffen. 1467 besiegte er Dschahan Schah in zwei entscheidenden Schlachten und erweiterte das Territorium der Aq Qoyunlu von Ostanatolien um Aserbaidschan, Irak und den Westen Irans. Die Vasallen des getöteten Dschahan Schah setzte Uzun Hasan ab oder integrierte sie in sein neues Großreich. Die verbliebenen Timuriden weiter östlich stellten keine Bedrohung für die Aq Qoyunlu dar. Vermutlich unmittelbar nach diesem Eroberungsfeldzug verlagerte Uzun Hasan die Hauptstadt von Diyarbakır nach Täbriz und nahm den Titel Padishah-i-Iran (Großkönig von Iran) an.
Uzun Hasan unterhielt zudem gute Kontakte zum Kaiserreich Trapezunt. Als die Osmanen das Kaiserreich annektieren wollten, stand er auf der Seite des Kaisers. Diese Unterstützung half aber nicht, sodass die Osmanen Trapezunt am 26. Oktober 1461 einnahmen. Uzun Hasan und der osmanische Sultan Mehmet II. zogen 1473 in den Krieg. Zuerst konnten die Aq Qoyunlu die Osmanen bei einem Scharmützel nahe Malatya am 1. August besiegen. Jedoch unterlagen sie am 11. August 1473 in der großen Schlacht von Otlukbeli, in der laut Überlieferungen zehntausende Turkmenen den Tod fanden. Letztlich konnten die Osmanen den Krieg für sich entscheiden. Uzun Hasans ältester Sohn Oghurlu Mohammed Bey rebellierte während dieser Auseinandersetzung gegen den Vater. Er flüchtete zum osmanischen Sultan, wurde aber dann auf Geheiß Uzun Hasans getötet. Trotz der Niederlage der Aq Qoyunlu kam es jedoch nicht zur Abtretung von Territorien an das Osmanische Reich, wenngleich der Grundstein für die Verschiebung der Machtbalance in der Region zu Gunsten der Osmanen gelegt wurde. Der Euphrat bildete nun die Grenze zwischen den beiden Reichen. Die drohende Gefahr eines Krieges mit den Mameluken, eine Pestwelle und Rebellionen seiner Söhne und eines Bruders verhinderten zudem weitere militärische Auseinandersetzungen mit den Osmanen.
Nach einem Zug gegen Georgien erkrankte Uzun Hasan und starb Anfang 1478 in der Hauptstadt Täbris. Sein Nachfolger wurde sein Sohn Ya'qub, der den designierten Thronnachfolger Halil, Uzun Hasans ältesten Sohn, nach einer militärischen Auseinandersetzung bei Choy besiegt hatte. Etwa 30 Jahre nach Uzun Hasans Ableben wurde sein Reich durch seinen Enkel Isma'il, Herrscher der Safawiden, beseitigt.

## Uzun Hasan in europäischen Berichten und seine Politik

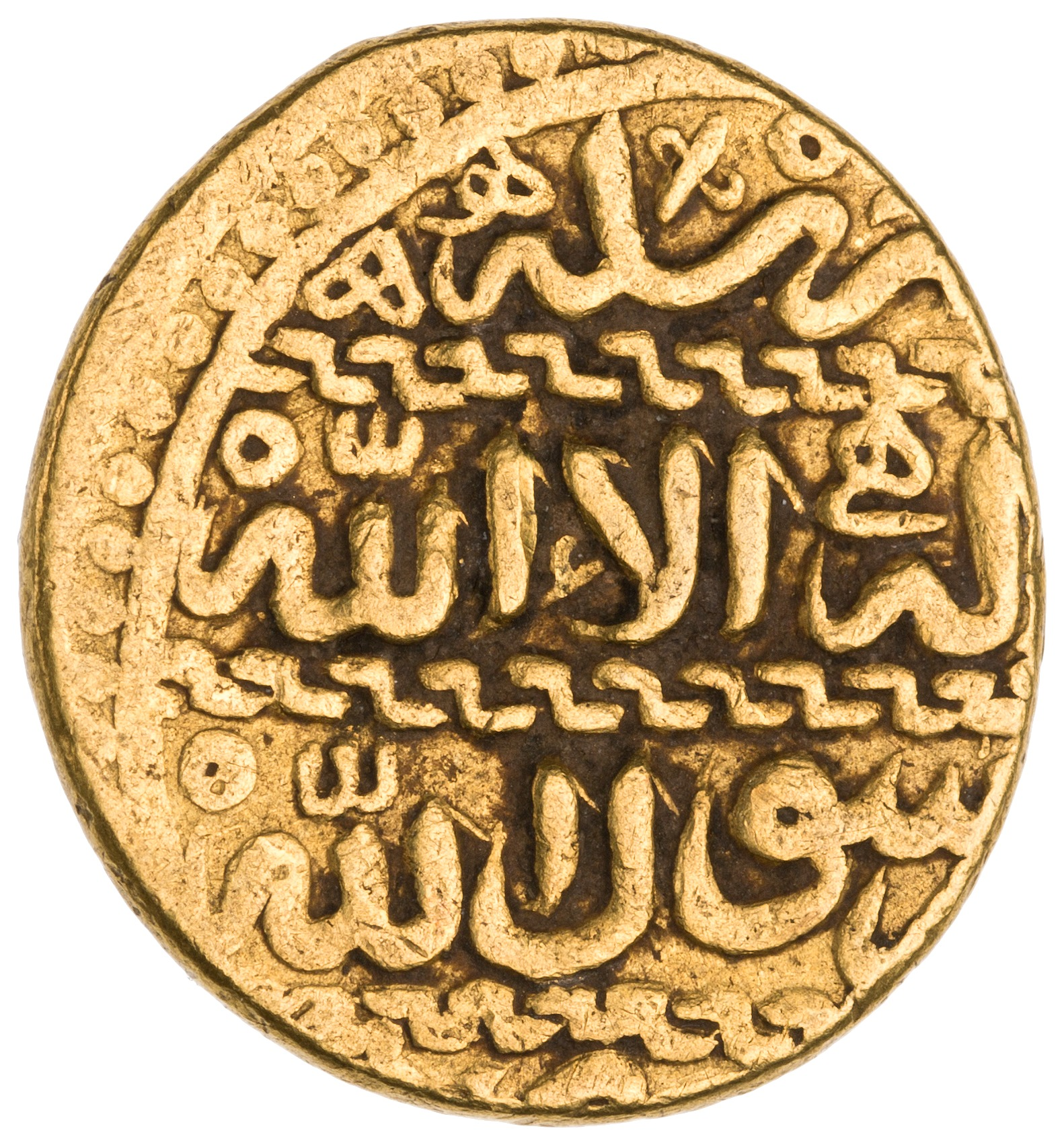
In Diyarbakır (1453 - 1478) geprägter Golddinar des Uzun Hasan.

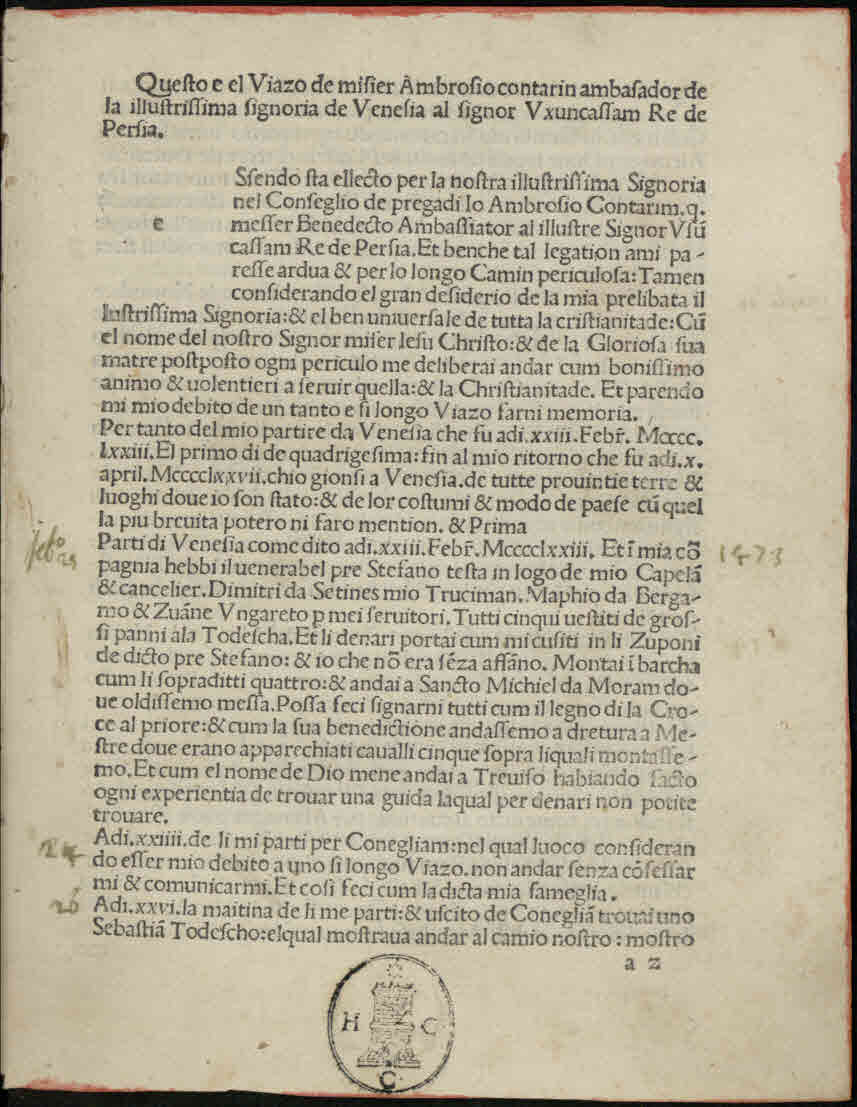
Auszug aus Ambrogio Contarinis Viaggio al signor Usun Hassan re di Persia (Reise zum Herren Uzun Hassan, König von Persien), 1487.

Der venezianische Diplomat Ambrogio Contarini berichtete nach einer Reise, die er 1474 nach Persien unternahm, von Uzun Hasan. Er sollte im Auftrag Venedigs mit den Aq Qoyunlu ein Bündnis gegen die Osmanen zustande bringen. Uzun Hasan empfing ihn im Oktober 1474 in Isfahan freundlich, doch es kam zu keinem Bündnis beider Seiten. Aus Contarinis Reisebericht sind unter anderem folgende Schilderungen zu Uzun Hasan und den Zuständen im Reich der Aq Qoyunlu erhalten:

„Der König ist von guter Statur, hat ein dünnes Gesicht und eine angenehme Erscheinung und schien etwa siebzig Jahre alt zu sein. Seine Manieren waren sehr freundlich, und er unterhielt sich mit jedem um ihn herum; aber ich bemerkte, dass seine Hände zitterten, als er den Kelch an seine Lippen hob. Sein Name bedeutet "groß" und er war sehr schlank.
Das Reich von Uzun-Hassan [sic!] ist sehr ausgedehnt und grenzt an die Türkei und an Karamanien, welches dem Sultan gehört und sich bis nach Aleppo erstreckt. Uzun-Hassan nahm Causa das Königreich Persien ab, das er dem Sultan zum Tode verurteilte. Die Stadt Ecbatana, oder Tauris, ist der übliche Aufenthaltsort von Uzun-Hassan […] Auf der anderen Seite liegt das Land der Meder, das Sivansa unterworfen ist, der Uzun-Hassan jährlich eine Art Tribut zollt. Es wird gesagt, dass er ebenfalls einige Provinzen auf der anderen Seite des Euphrats, in der Nachbarschaft der Türken, habe. Das ganze Land bis Ispahan ist überaus trocken, hat nur sehr wenige Bäume und wenig Wasser, aber es ist fruchtbar, was Getreide und andere Vorräte betrifft.“

Ein weiterer venezianischer Diplomat, der Uzun Hasan besuchte, war Giosafat Barbaro, der ebenfalls einen ausführlichen Reisebericht hinterließ. Barbaros Auftreten beeindruckte den turkmenischen Fürsten dermaßen, dass er dem venezianischen Gesandten in seinem Reich frei umherreisen ließ. Giosafat Barbaro gelang dadurch einer der ersten Darstellungen des spätmittelalterlichen und frühneuzeitlichen Persiens für das Abendland.
Nebst einer tatkräftigen Außenpolitik wurde Uzun Hasan auch im inneren seines Reiches tätig und stieß eine Reihe von hauptsächlich wirtschaftlichen Reformen an, die im nur fragmentiert erhaltenen Gesetzeswerk des sog. Qänün-i Hasan Padischah (dt.: Der Qānūn (Gesetz) König Hasans) erhalten sind und die Bevölkerung im Reich vor übermäßigen Steuerabgaben und der Willkür lokaler Herrscher schützen sollten. Diese Anordnungen hatten zumindest in Teilen Persiens mindestens bis in die Zeit des Safaviden-Herrschers Tahmasp (reg. 1524–1576) Bestand. Bis heute sind einige wenige Auszüge aus den von Uzun Hasan erstellten Regularien erhalten geblieben, sie beziehen sich unter anderem auf die Provinzen Diyarbakır, Mardin, Ergani, Urfa, Erzincan und Harput, die zusammen den Nordwesten des Reichs der Aq Qoyunlu bildeten.

## Ehefrauen und Kinder
Der älteste Sohn Uzun Hasans hieß Oghurlu Mohammed und war der Sohn einer kurdischen Sklavin (umm walad). Chalil Mirza, Yakub Bey, Yusuf Bey und möglicherweise Masih Bey waren Söhne seiner seldschukischen Hauptfrau (mahd-i ʿulyā) Schah-Begum. Die Mutter seines Sohnes Zeynel, der in Hasankeyf begraben liegt, ist unbekannt.
1458 heiratete Uzun Hasan nochmals, diesmal Theodora Megale Komnena, die uneheliche Tochter des Herrschers des Kaiserreichs Trapezunt, Johannes IV. Komnenos. Sie war auch unter dem Namen Despina Khatun bekannt und lebte fernab in Harput. Despina blieb Christin und wurde in einer Kirche in Diyarbakır begraben. Mit ihr hatte Uzun Hasan drei Töchter und einen Sohn namens Jacob, der angeblich nach Hasans Tod durch dessen Brüder erdrosselt wurde. Eine der Töchter, Martha (auch Halime genannt), heiratete Scheich Haidar von Ardabil und wurde so die Mutter von Schah Ismail I. Eine weitere Tochter namens Alam-Schah-Begum wurde mit Scheich Haidars Sohn Ali Mirza verheiratet. Uzun Hasans Hauptfrau Schah-Begum übernahm eine aktive Rolle in den Regierungsgeschäften.